# シロバナタンポポ
シロバナタンポポ（白花蒲公英、学名: Taraxacum albidum）とは、キク科タンポポ属の一種で、多年生植物。

## 特徴
日本在来種。関東・北陸地方以西、四国、九州に自生する。東北地方以北で唯一確認されている龍雲院（北海道松前町）境内のシロバナタンポポは移入されたと推測されている。
2月 - 5月にかけて白い花をつける。頭花（花に見える部分全体）のサイズは直径3.5 - 4.5cmほどになる。白く見える部分は舌状花（頭花を作る1つ1つの小さな花）の花冠（「花びら」に見える部分）で、中央の花柱部は黄色である。
舌状花は1つの頭花におよそ100個ほどで、他種と比べて比較的少ない。ゆえに結実する種子も比較的少ないが、他の日本在来種の主なタンポポとは違い、5倍体で単為生殖が可能である。
本種はケイリンシロタンポポとカンサイタンポポの雑種起源であることが確認され、当初はカンサイタンポポが種子親で、ケイリンシロタンポポ花粉親としての条件を満たすとされていた。ただし、後の調査で母系遺伝する葉緑体がシロバナタンポポとケイリンシロタンポポで同一であることから、ケイリンシロタンポポが種子親でカンサイタンポポが花粉親であることが分かっている。
他のタンポポより舌状花が少なく白色なので区別は容易である。

## 他の白いタンポポ
日本にはシロバナタンポポと上記のケイリンシロタンポポ以外にも白いタンポポは存在する。
- キビシロタンポポ シロバナタンポポより花茎の高さが低く花の色はクリーム色に近い。中国地方に多い。4倍体。
- オクウスギタンポポ キビシロタンポポに似る。東北地方に多い。5倍体・

他に花弁の色が薄いカントウタンポポをウスジロカントウタンポポと呼んで区別する場合がある。

## その他
- 四国や九州の一部では、「タンポポの花は白いもので、黄色の花は珍しい」とする[5]。

## ギャラリー

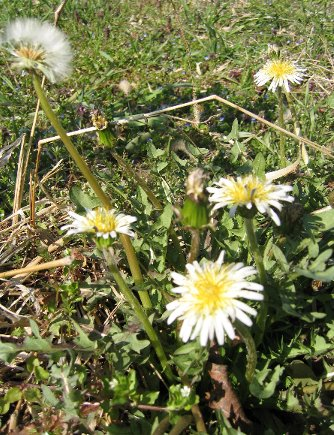
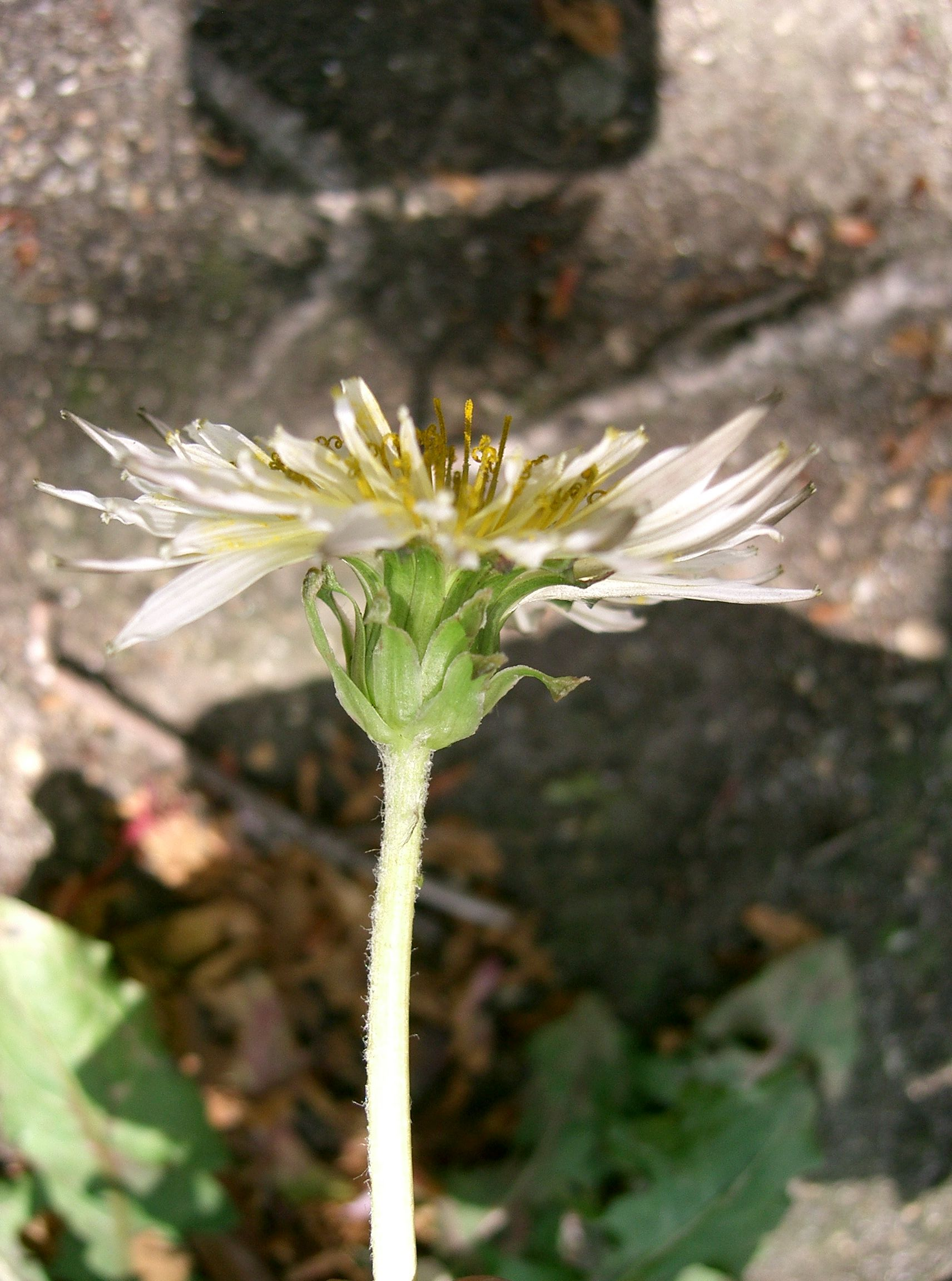